# Gerry Collins
 (janvier 2016).
Pour les articles homonymes, voir Collins.
James Gerard Collins, né le 16 octobre 1938 à Abbeyfeale, est un homme politique du parti irlandais Fianna Fáil, qui a notamment été Ministre de la Justice et Ministre des Affaires étrangères. 
Après s'être retiré de la vie politique au niveau national, il devient membre du Parlement Européen.

## Biographie
Son père, James Collins, est un ancien major de la brigade Ouest de Limerick durant la guerre d'indépendance. Celui-ci prend ensuite le parti des républicains pendant la guerre civile. Il est élu à l'Assemblée d'Irlande en tant que candidat du Fianna Fáil aux élections générales de 1948.
Collins est éduqué au collège Sainte Ita avant de partir pour le Patrician College, à Ballyfin (en). Il y suit tout son lycée et rentre à l University College Dublin, où il devient le secrétaire de Kevin Barry Cumann, un membre du Fianna Fáil. Il travaille aussi comme professeur des écoles.
Il s'investit réellement en politique en 1965 quand il rencontre le secrétaire général du Fianna Fáil. Après la mort de son père en 1967, il est élu à l'Assemblée d'Irlande pour la circonscription de Limerick Ouest. Il est aussi membre de divers comités locaux.
En 1994, il est élu député européen pour la circonscription du Munster. En 1997, il se retire de la politique nationale, après les élections générales de la même année. Il est remplacé par son frère, Michael J. Collins. Collins est réélu au Parlement Européen en 1999, mais n'est pas réélu en 2004. Après cette défaite, il se retire de la vie politique.